# 三井B級貨櫃船
三井B級貨櫃船（英文：MOL B-class container ship）是中國江蘇揚子鑫福造船為船東塞斯潘建造，由商船三井（現為海洋網聯船務）承租的10艘貨櫃船系列。最高載櫃量為10,100個20呎標準貨櫃，船隻在2014年至2016年間投入服務。

## 歷史

### 建造
2011年，船東塞斯潘公司與當時剛成立不久的江蘇揚子鑫福造船簽定七艘能裝載10,000個標箱的貨櫃船，此訂單還包括18艘同型號貨櫃船的選擇權。及後，塞斯潘公司決定實行其中14艘的選擇權。
這批超巴拿馬型貨櫃船在當時吸引了當時數間航運巨頭租借，其中就包括丹麥的馬士基航運、法國的達飛海運，當時仍未破產的韓國韓進海運，以及租借這批B級貨櫃船的商船三井。商船三井一共租用十艘貨櫃船，佔該訂單接近一半。第一艘船「三井喝彩」號在2013年2月27日動工，2014年2月13日下水，6月15日成功試航，最後在7月16日正式交付並投入服務。

### 服役

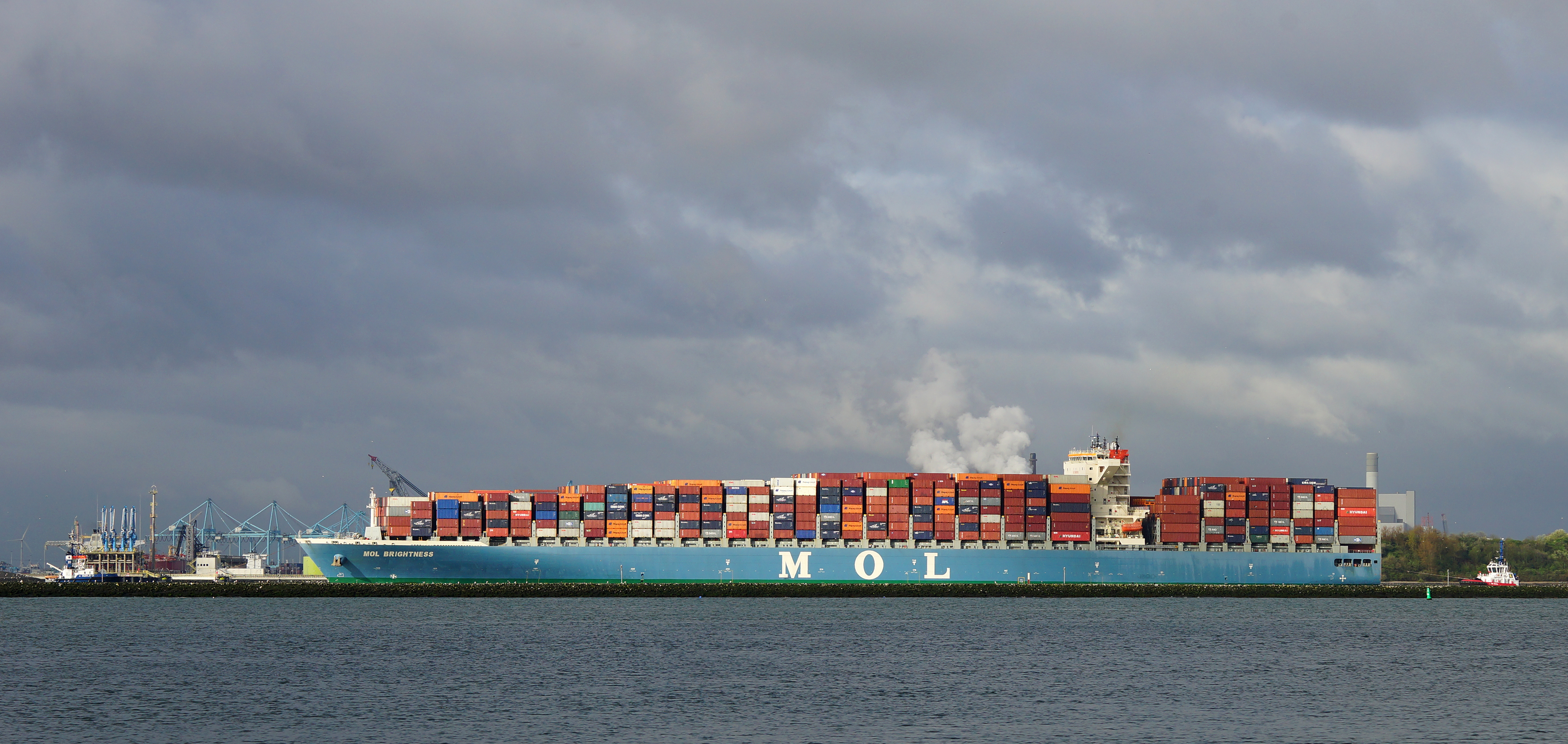
從左側面俯瞰的「三井光明」號。

在「三井喝彩」號成功交付後，其餘九艘姐妹船在2014年10月至2016年4月期間陸續投入服務。B級貨櫃船一直服役在歐亞航線，擔當的角色僅次於當時全球最大型的三井T級貨櫃船。
商船三井在2017年合拼至海洋網聯船務，旗下船隊陸續換上洋紅色的新塗裝，但由於B級貨櫃船的管理者是塞斯潘公司，因此並沒有立即進行途裝更換工程，仍以商船三井的塗裝和品牌示人，直到2019年，船隻陸續達到租約期限，退租時船身的塗裝才被噴黑，但有部分船隻只移除了船身上的「MOL」（商船三井的英文縮寫）字樣，其藍加綠色的塗裝仍得以保持。

## 設計

### 船體
B級貨櫃船的尺寸與一般新巴拿馬型貨櫃船無異，採用的是塞斯潘公司自家的節能型「SAVER」設計，全長336米，寬48米，船艙深度為27.3米，吃水15.5米，最大的載櫃量高達10,100個貨櫃，亦可裝載1,000個冷藏貨櫃。

### 動力
B級貨櫃船配備的是MAN-B&W 10S90ME-C9二行程10缸柴油發動機，最快轉速每分鐘84轉，最高輸出49,385千瓦特，相當於66,226匹馬力，能夠滿足船隻以時速23海里的速度行駛。

## 船隻列表
| 船名               | 曾用船名                    | 中文船名   | 造船編號     | IMO編號 | 安放龍骨日期   | 下水日期       | 交付日期       | 狀態   | 備註 | 參考資料      |
| ------------------ | --------------------------- | ---------- | ------------ | ------- | -------------- | -------------- | -------------- | ------ | ---- | ------------- |
| Seaspan Bravo      | MOL Bravo（2014-2019）      | 塞斯潘喝彩 | YZJ2011-1006 | 9685322 | 2013年7月18日  | 2014年2月13日  | 2014年7月16日  | 服役中 |      | [ 3 ] [ 4 ]   |
| Seaspan Brilliance | MOL Brilliance（2014-2019） | 塞斯潘光輝 | YZJ2011-1007 | 9685334 | 2013年10月28日 | 2014年5月14日  | 2014年10月15日 | 服役中 |      | [ 5 ]         |
| Seaspan Brightness | MOL Brightness（2014-2019） | 塞斯潘光明 | YZJ2011-1008 | 9685346 | 2013年10月28日 | 2014年5月15日  | 2014年10月29日 | 服役中 |      | [ 6 ] [ 7 ]   |
| Seaspan Breeze     | MOL Breeze（2014-2019）     | 塞斯潘微風 | YZJ2011-1009 | 9685358 | 2014年2月17日  | 2014年7月28日  | 2014年11月12日 | 服役中 |      | [ 8 ] [ 9 ]   |
| Seaspan Beacon     | MOL Beacon（2014-2021）     | 塞斯潘信標 | YZJ2011-1010 | 9713337 | 2014年5月19日  | 2014年10月14日 | 2015年3月31日  | 服役中 |      | [ 10 ] [ 11 ] |
| Seaspan Beauty     | MOL Beauty（2015-2020）     | 塞斯潘美麗 | YZJ2011-1100 | 9713349 | 2014年5月19日  | 2014年10月15日 | 2015年4月29日  | 服役中 |      | [ 12 ]        |
| Seaspan Belief     | MOL Belief（2015-2020）     | 塞斯潘信仰 | YZJ2011-1101 | 9713351 | 2014年6月27日  | 2014年12月22日 | 2015年6月30日  | 服役中 |      | [ 13 ]        |
| Seaspan Bellwether | MOL Bellwether（2015-2020） | 塞斯潘先驅 | YZJ2011-1102 | 9713363 | 2014年6月27日  | 2014年12月23日 | 2015年7月22日  | 服役中 |      | [ 14 ]        |
| Seaspan Benefactor | MOL Benefactor（2016-2023） | 塞斯潘恩人 | YZJ2011-1106 | 9739666 | 2014年6月27日  | 2015年8月21日  | 2016年3月24日  | 服役中 |      | [ 15 ] [ 16 ] |
| Seaspan Beyond     | MOL Beyond（2016-2021）     | 塞斯潘超越 | YZJ2011-1107 | 9739678 | 2014年6月27日  | 2015年12月30日 | 2016年4月28日  | 服役中 |      | [ 17 ]        |

## 關連項目

### 海洋網聯船務其他船隊
- 日郵V級貨櫃船
- 川崎H級貨櫃船
- 三井C級貨櫃船

## 外部連結
- （日語）海洋網聯船務首頁 的存檔，存档日期2025-03-29.
- （日語）商船三井首頁 的存檔，存档日期2025-05-10.
- （简体中文）揚子江船業首頁（页面存档备份，存于）